# Vá Moreira
Ivânia Tavares Moreira (Santa Cruz, 13 de mayo de 1993), también conocida como Vá Moreira, es una futbolista caboverdiana que jugó como delantera en el club portugués Racing Power, hasta 2024, y en la selección nacional de Cabo Verde.

## Trayectoria
Ivânia Tavares Moreira nació el 13 de mayo de 1993 en Achada Ponta, Santa Cruz, en el interior de Isla de Santiago.
En la temporada 2017 y  hasta la temporada 2022/2023, comenzó a jugar en el Seven Stars. Con este equipo, ganó los campeonatos de Santiago y Cabo Verde durante la temporada 22/23. En junio de 2023, fichó por el equipo campeón de la segunda división portuguesa, el Racing Power Football Club, donde jugó una temporada.
Además de futbolista, por invitación de la entonces seleccionadora caboverdiana, Silvéria Nédio, impartió clases de fútbol a niños y juveniles de hasta 17 años, en la Academia de Fútbol de Formación Bola Pra Frente.
Hasta 2023, disputó 14 partidos internacionales con la selección de Cabo Verde, marcando siete goles.

## Reconocimientos
En 2017, fue reconocida como la Jugadora Más Valiosa (MVP) del Regional Santiago Sur, donde fue la máxima anotadora, acumulando un total de 18 goles.
En 2023, fue elegida Mejor Jugadora del Torneo UFOA, donde también fue segunda máxima goleadora, acumulando siete goles durante la competición. Ese mismo año, fue incluida en la Powerlist 100, la lista creada por BANTUMEN, que reconoce a las personalidades negras lusófonas más destacadas del año.